# Ferula gummosa
La ferula gommosa (Ferula gummosa Boiss., 1856), anche nota come galbano, è una pianta perenne della famiglia Apiaceae, originaria dell'Asia occidentale.

## Descrizione
Si tratta di una pianta alta circa un metro, monoica e molto resinosa.

## Distribuzione e habitat
La specie è diffusa in Iran e Turkmenistan.

## Utilizzo
La resina gommosa di questa pianta, chiamata "galbano" ha un forte profumo ed è utilizzata nella preparazione di vari tipi di incenso. Viene raccolta esponendo la parte superiore della radice, e tagliandola a strisce. È inoltre possibile estrarla effettuando delle incisioni nel tronco.
Il galbano ha anche proprietà antispasmodiche, espettoranti, stimolanti e carminative. In precedenza era utilizzato anche come cura per le vie respiratorie e per gli organi digestivi. Gli antichi egiziani lo utilizzavano anche per l'imbalsamazione e la cosmetica.
L'olio essenziale di galbano è ampiamente utilizzato in aromaterapia e in profumeria. La composizione di alcuni celebri profumi ruota proprio intorno all'impiego del galbano. Fra questi Égoïste di Chanel o Vent Vert di Balmain, che nel 1945 rappresenta il debutto del galbano nella profumeria.